# 赤いハイヒール
「赤いハイヒール」（あかいハイヒール）は、1976年6月に発売された、太田裕美の5枚目のシングルである。1976年のオリコン年間シングル売り上げ第13位にランクされ、太田裕美にとって「木綿のハンカチーフ」に次ぐ、2番目のヒット曲となった。ミュージック・リサーチ社の発表では、ミリオン・セラー（100万枚以上）の認定がある。

## 解説
- 当時二枚目の代名詞と言われた[2]フランスの俳優アラン・ドロンが歌詞に織り込まれている。
- オリコンランキングでは前回の「木綿のハンカチーフ」と同じく、最高位は2位だった（当時のオリコン1位は、山口百恵の「横須賀ストーリー」）。
- 松本隆・筒美京平をして「これ以上の良い曲は書けない」と言わしめた曲である[3]。
- 1999年に発売された25周年記念CD-BOX『太田裕美の軌跡』には、この曲の別バージョンが収録されている。曲はシングル盤と同一だが、詞は3番の一部が異なり、アレンジに使用される楽器も異なっている。

## 収録曲
A面
1. 赤いハイヒール（4分19秒）
  - 作詞:松本隆／作曲:筒美京平／編曲:萩田光雄

B面
1. 茶いろの鞄（4分54秒）
  - 作詞:松本隆／作曲:筒美京平／編曲:萩田光雄